# Mönsterås köping
Denna artikel handlar om den tidigare kommunen Mönsterås köping. För orten se Mönsterås. För kommunen, se Mönsterås kommun.
Mönsterås köping var en tidigare kommun i Kalmar län i östra Småland.

## Administrativ historik
Mönsterås var en av de få ursprungliga köpingarna (åtta i hela landet) som inrättades som egen kommun när 1862 års kommunalförordningar trädde i kraft efter att från 1620 varit lydköping under Kalmar stad, efter att från 1604 och några år framåt haft stadsprivilegier. Samtidigt med köpingen bildades Mönsterås landskommun som sedan 1952 i samband med kommunreformen gick upp i köpingen. Vid kommunreformen 1971 omvandlades köpingen till Mönsterås kommun.
I kyrkligt hänseende hörde köpingen till Mönsterås församling.

## Heraldiskt vapen
Blasonering: Sköld, genom ett sänkt mantelsnitt, utformat som fjällskura, delad av rött och av silver samt med ett johanniterkors av silver i det röda fältet.
Vapnet utformades av Svenska Kommunalheraldiska Institutet och fastställdes 1955.

## Geografi
Mönsterås köping omfattade den 1 januari 1952 en areal av 171,06 km², varav 170,56 km² land.

### Tätorter i kommunen 1960
| Tätort          | Folkmängd |
| --------------- | --------- |
| Mönsterås       | 3 811     |
| Emsfors, del av | 110       |

Tätortsgraden i kommunen var den 1 november 1960 69,6 procent.

## Politik

### Mandatfördelning i valen 1938-1966
| 4 | 6 | 3 | 7 |

| 20 |

| 3 | 7 | 2 | 8 |

| 19 |

| 4 | 6 | 4 | 6 |

| 20 |

| 3 | 14 | 7 | 5 | 6 |

| 33 |

| 3 | 14 | 5 | 4 | 9 |

| 30 | 5 |

| 2 | 15 | 5 | 3 | 10 |

| 30 | 5 |

| 2 | 17 | 5 | 4 | 7 |

| 30 | 5 |

| 3 | 15 | 6 | 5 | 6 |

| 30 | 5 |